# Fritz Müller-Partenkirchen
Fritz Müller-Partenkirchen (eigentlich Friedrich Müller; * 24. Februar 1875 in München; † 4. Februar 1942 in Hundham) war ein deutscher Schriftsteller.

## Leben
Von 1892 bis 1895 absolvierte er eine Kaufmannslehre und wurde Buchhalter, später Handelslehrer in Partenkirchen. Im Alter von 40 Jahren nahm er noch ein Studium der Rechtswissenschaften und Volkswirtschaft an der Universität Zürich auf. In dieser Zeit erschien 1915 eine erste Veröffentlichung über Erlebnisse und Geschichten im Ersten Weltkrieg. In den 1920er-Jahren nahm er den Künstlernamen Müller-Partenkirchen an und schrieb, oft in humoristischem Stil, Kaufmannsgeschichten und Romane. Sein erfolgreichster Roman war Kramer & Friemann. Eine Lehrzeit, der 1920 erschien. Durch einen Unfall verlor Müller-Partenkirchen ein Bein, das andere war seitdem gelähmt.
Nach der Machtübernahme des NS-Regimes unterschrieb er im Oktober 1933 zusammen mit 87 anderen Schriftstellern das Gelöbnis treuester Gefolgschaft für Adolf Hitler.
Nach Kriegsende wurden in der sowjetischen Besatzungszone seine Schriften Rund um den Bückeberg (1934) und Heul’, wenn’s Zeit ist! (1942) auf die Liste der auszusondernden Literatur gesetzt.

## Werke (Auswahl)
- Das Land ohne Rücken. Erlebnisse und Geschichten aus dem Weltkrieg. Heilbronn 1915
- Zweimal ein Bub. Geschichten. 1918
- Kramer & Friemann. Eine Lehrzeit. Bertelsmann, Gütersloh 1920
- Dreizehn Aktien. Hanseatische, Hamburg 1921
- Die Hochzeit von Oberammergau. Bertelsmann, Gütersloh 1922
- München. Geschichten. 1925
- Die Kopierpresse. Staackmann, Leipzig 1926
- Jetzt grad extra – Trotzalledem-Geschichten. Staackmann, Leipzig 1927
- Kaum genügend. Schulgeschichten. Staackmann, Leipzig 1927
- Schön ist’s auf der Welt – Fröhliche Geschichten. Staackmann, Leipzig 1927
- Debitorenkonto Folio 1347 und andere Geschichten. Ein Lesebuch für den jungen Kaufmann. 1928[3]
- Der Dreizehnte. S. Amthorsche, Leipzig 1930
- Kinder. Geschichten. Leipzig 1932
- Schwarz und weiß. Neue Geschichten. Berlin 1933 (auch als Feldpostausgabe ohne Jahresangabe)
- Ja! ein Fritz-Müller-Buch. Mit einem Vorwort von Dr. Eduard Stemplinger. Staackmann, Leipzig 1935
- Bahn frei! Geschichten von deutscher Arbeit. Staackmann, Leipzig 1939
- Heul’, wenn’s Zeit ist! Besinnliche und fröhliche bayerische Geschichten von drinnen und draußen. München 1940
- Sterben sie aus? Neue Schulgeschichten. Staackmann, Leipzig 1940
- Sei vergnügt. Berlin 1943